# Экономическое районирование России

Экономическое районирование России — территориальное деление России на экономические районы. В настоящее время в Российской Федерации выделяют двенадцать экономических районов.
Калининградская область считается отдельным экономическим районом.

## История

### Российская империя

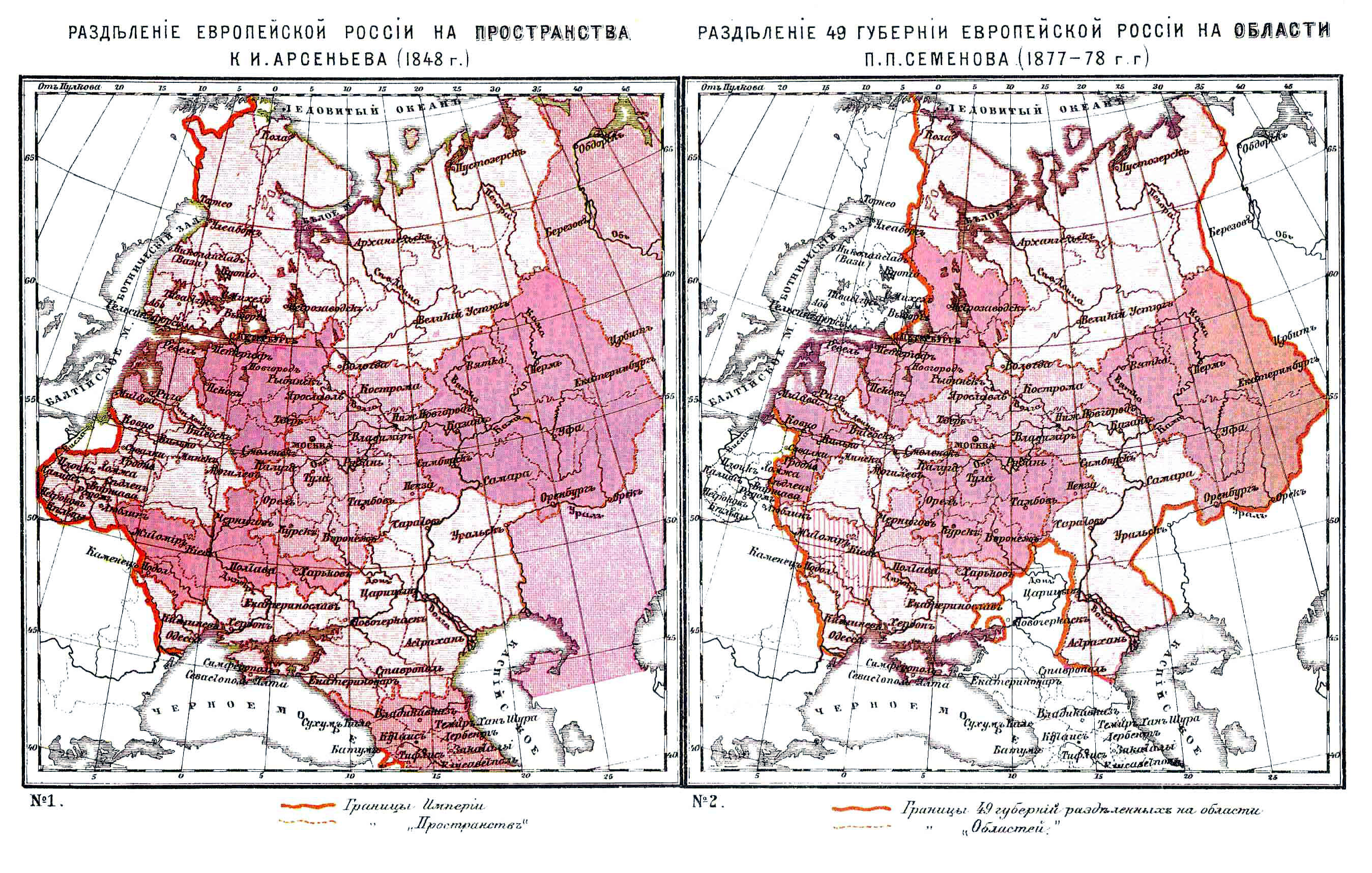
Районирование по К. И. Арсеньеву (1848, слева) и П. П. Семёнову (1877—78, справа)

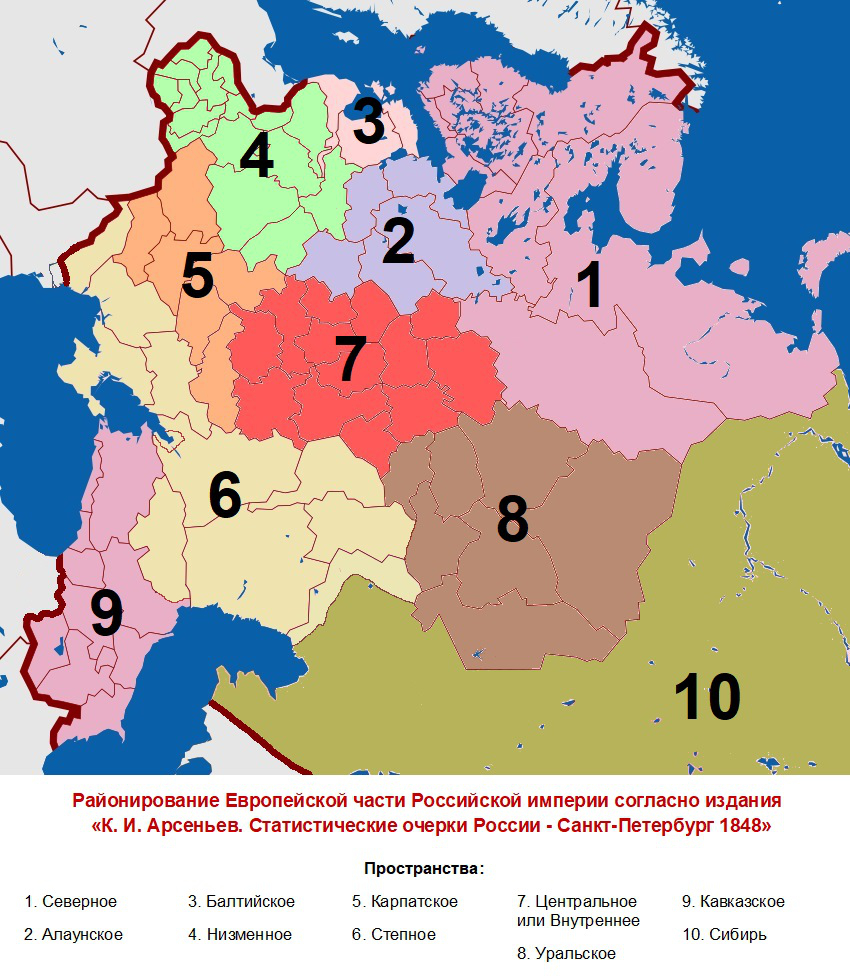

Первые опыты по экономическому районированию территории Российской империи относятся к работам Василия Никитича Татищева (начало XVIII века). В качестве научного направления социально-экономической географии экономическое районирование в России существовало с XIX века. В 1818 году К. И. Арсеньев в работе «Начертание статистики Российского государства» (1818) указал «исходя из чисто географических соображений» десять пространств — Северное (включало Финляндию), Алаунское, Балтийское (остзейские губернии), Низменное (в том числе Литва), Карпатское, Степное, Центральное, Уральское, Кавказское и Сибирское.
Уточнив эту классификацию в «Статистических очерках России» (1848), в Алаунское пространство Арсеньев включил Санкт-Петербургскую губернию (соотнеся её с исторической Ингерманландией), а также Новгородскую, Тверскую, Смоленскую и Псковскую.

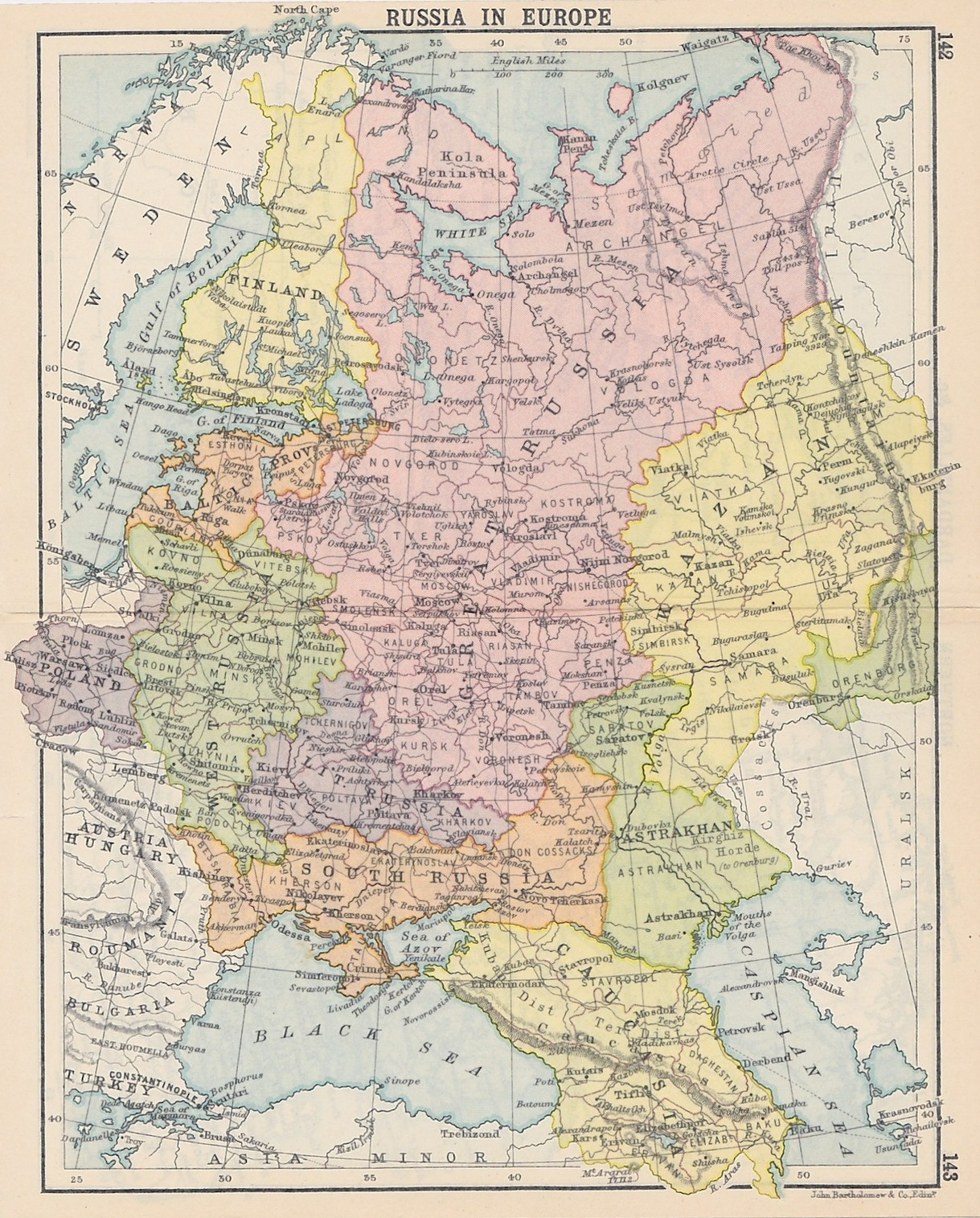
Карта европейской части Российской империи

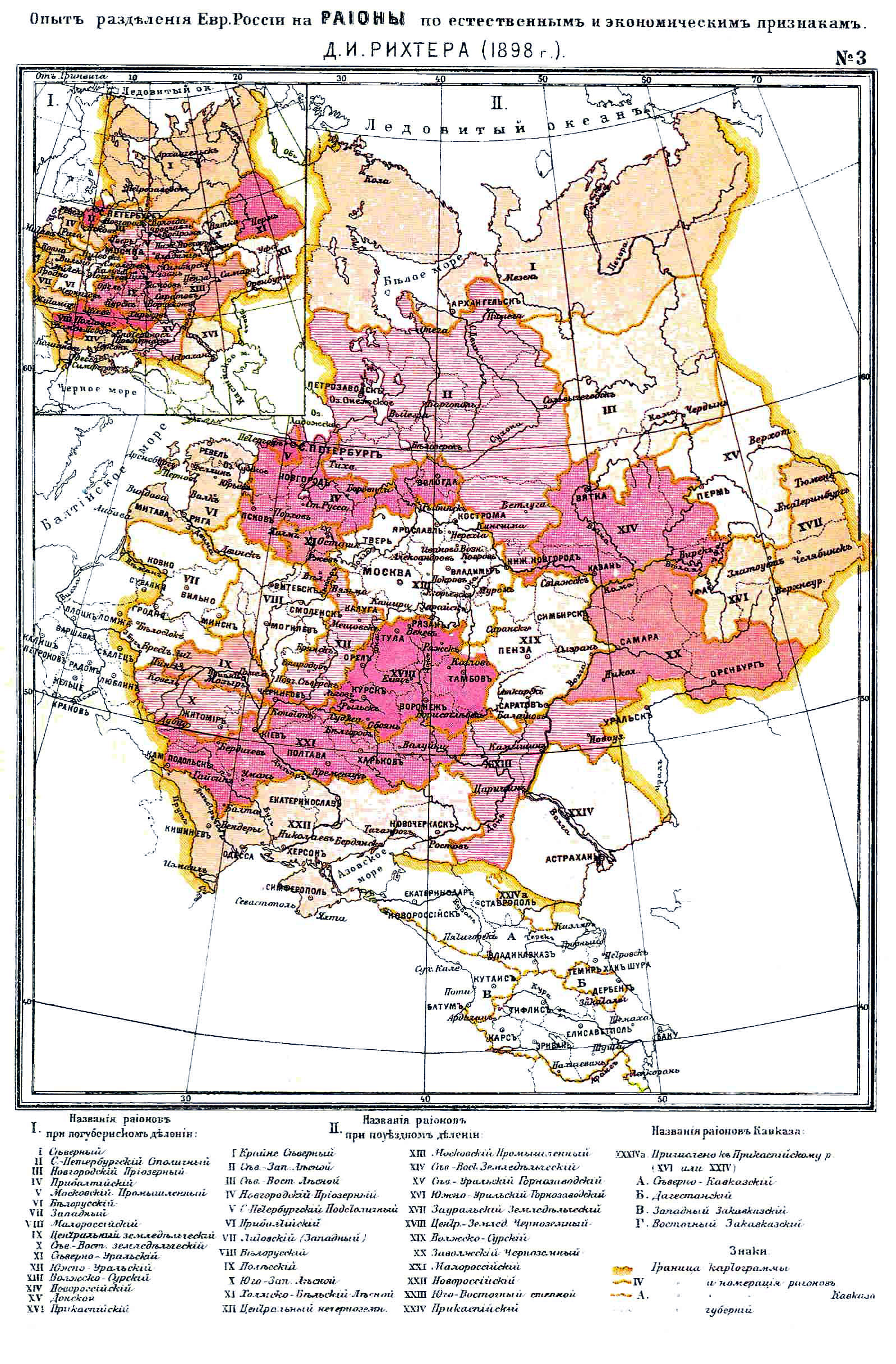
Районирование по Д. И. Рихтеру (1898)

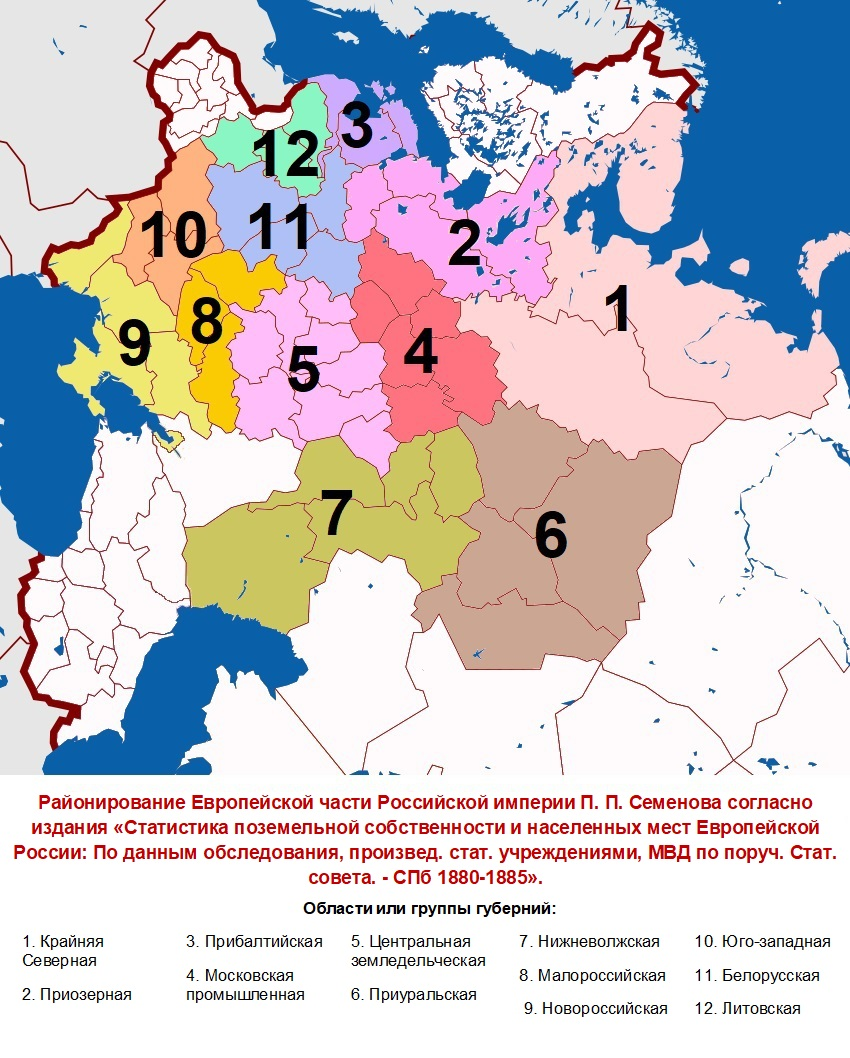

В 1871 году П. П. Семёнов-Тян-Шанский разделил европейскую Россию (вместе с Финляндией, Царством Польским и Кавказом) на 14 «естественных» областей, уточнив их границы уже не по губерниям, а по уездам. Для нужд государственной статистики России учёный предложил 12-частную классификацию, привязанную к губерниям.
Помимо этих классификаций, авторы которых в разное время возглавляли статистические органы России, русские учёные и методисты в своих научных сочинениях, курсах географии и в географических сборниках излагали и свои оригинальные схемы районирования. Так, И. И. Вильсон в «Объяснении к хозяйственно-статистическому атласу» (1869) выделил 6 погубернских групп: Северную, Прибалтийскую, Западную, Юго-Западную, Центральную, Восточную и Южную. Князь А. И. Васильчиков («Землевладение и земледелие») выделял восемь групп губерний.
Дополнив физико- и экономико-географические факторы историческими и международно-экономическими, Д. И. Менделеев выделял 14 экономических краёв России.

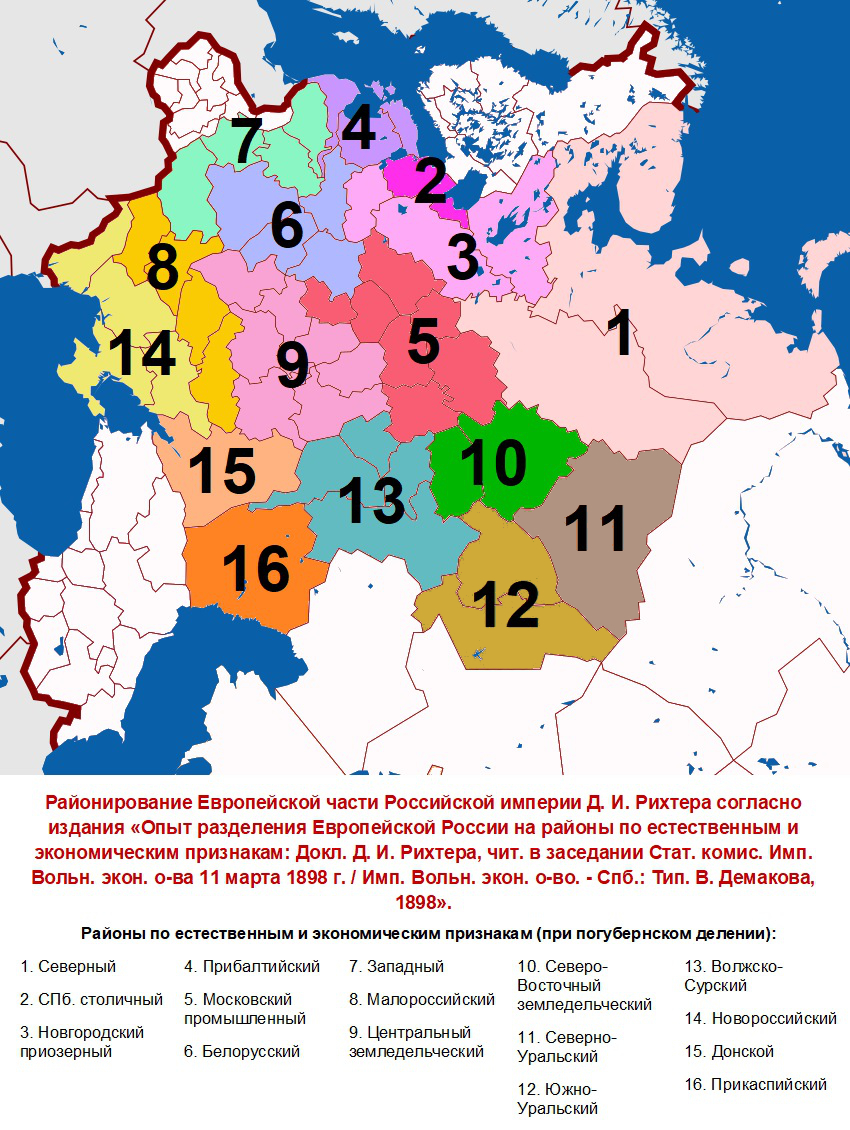

В 1898 году российский статистик и географ Дмитрий Иванович Рихтер опубликовал работу «Опыт разделения Европейской России на районы по естественным и экономическим признакам» («Труды ВЭО», 1898); к той же теме он вернулся в сборнике, изданном в честь И. А. Стебута в 1904 году.

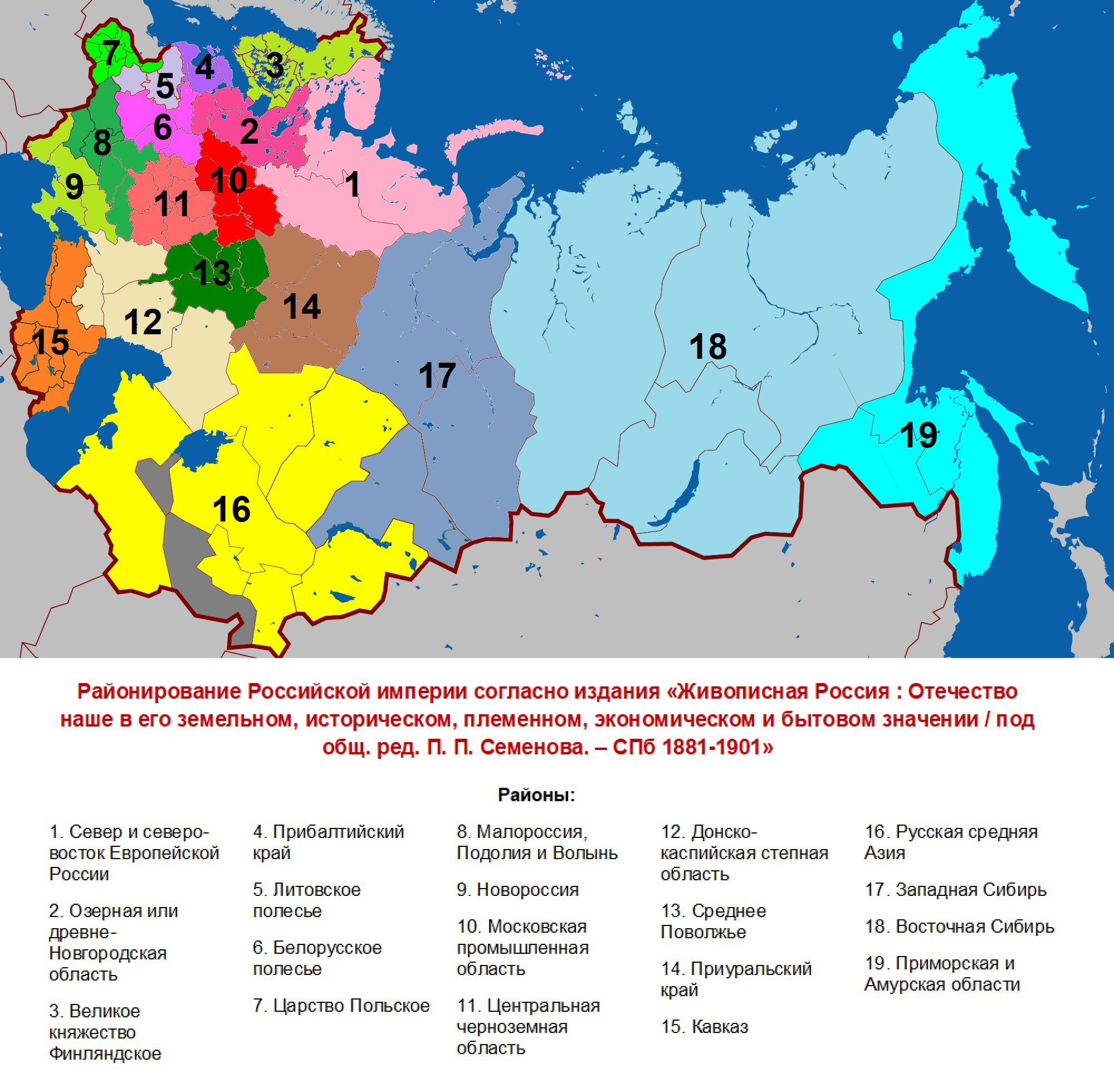

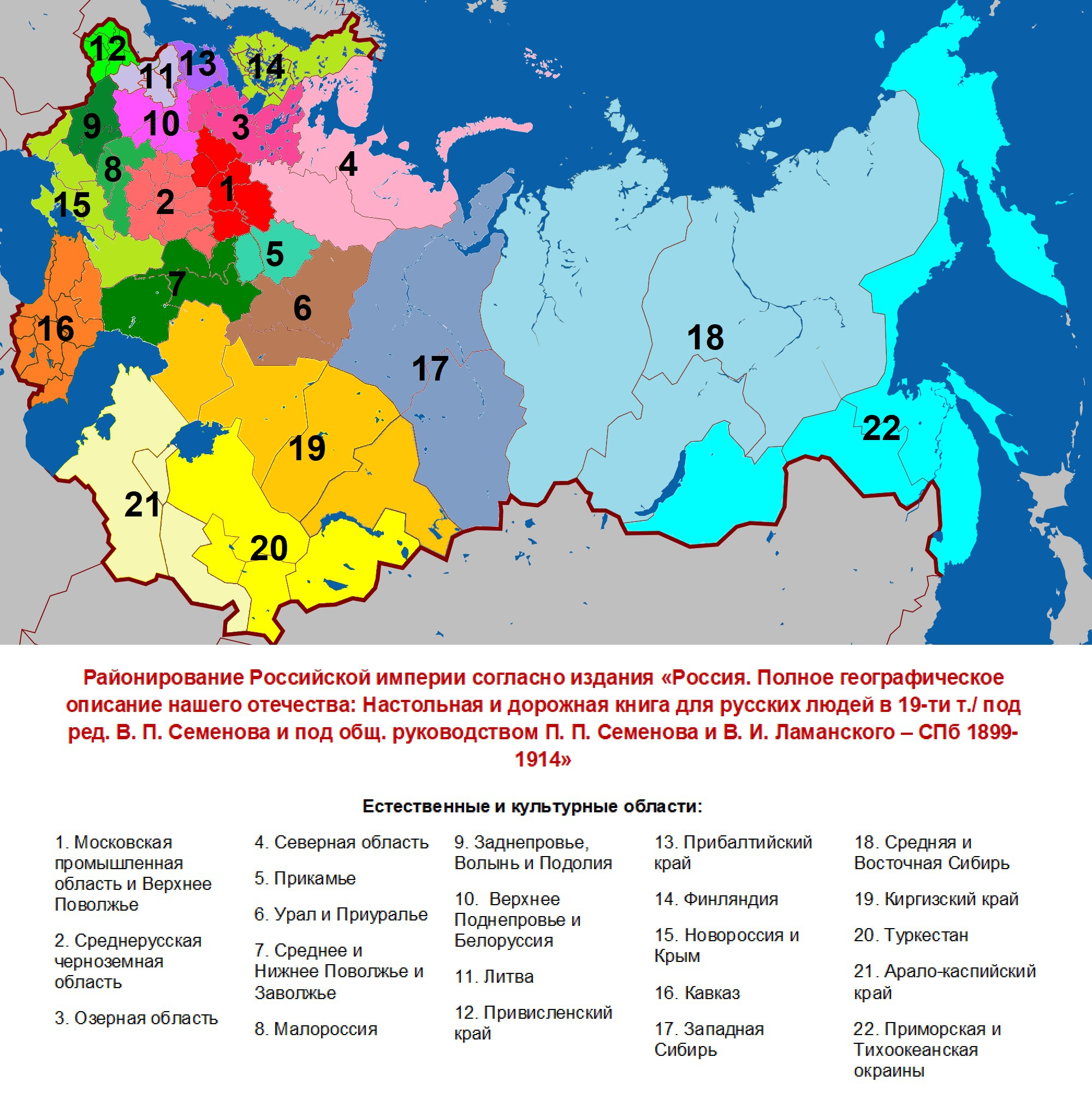

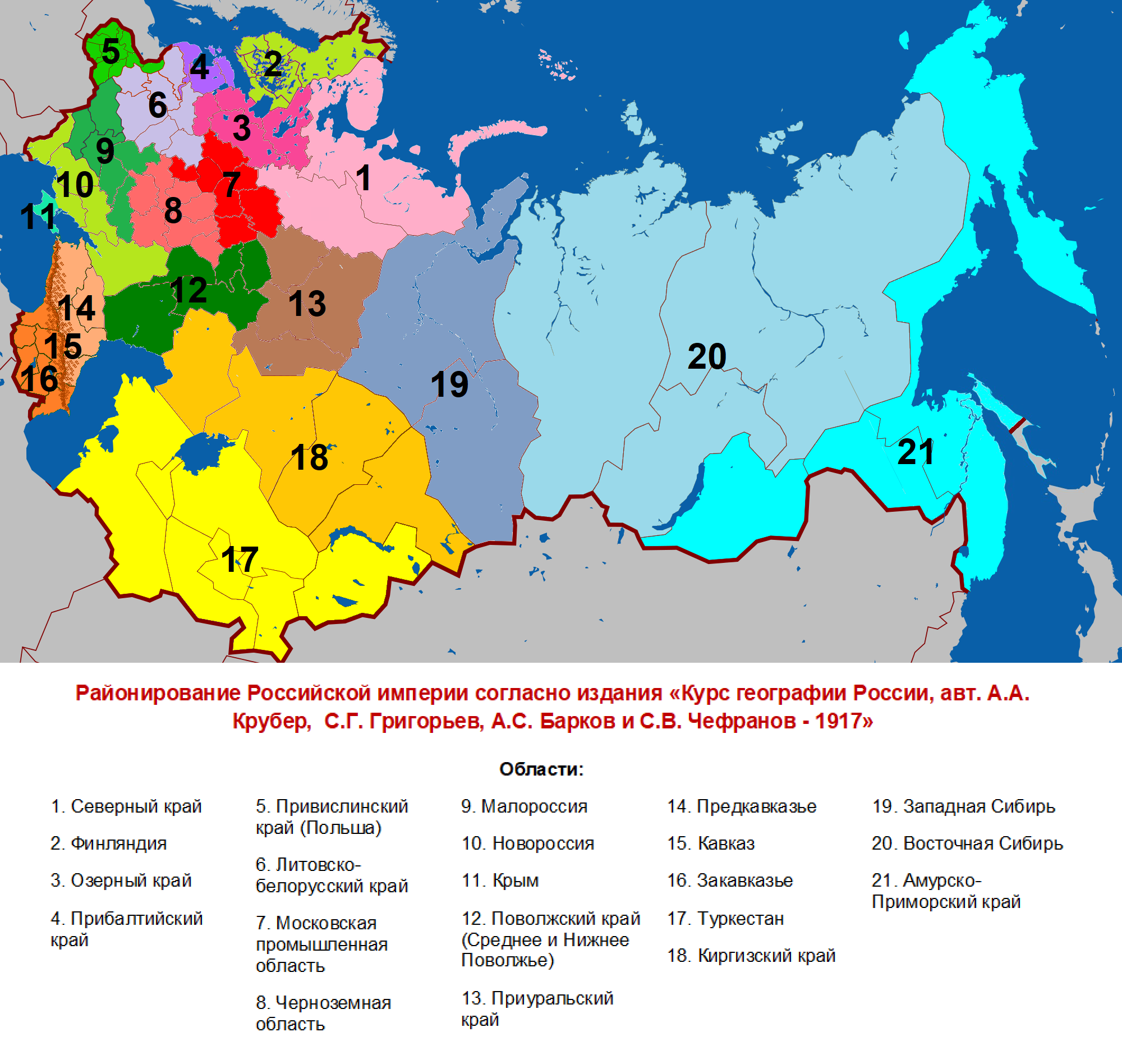

Первые сетки районирования учитывали преимущественно плотность и этнический состав населения и зональность сельского хозяйства, с конца XIX века наибольшее внимание уделялось развитию капиталистических отношений в аграрном секторе и промышленности.

### СССР
Возникновение государственной собственности на средства производства в СССР создало предпосылки превращения экономики СССР в единый народнохозяйственный комплекс, развивающийся не по законам рынка, а на основе народнохозяйственных планов. В числе научных основ их разработки была и методология экономического районирования, основы которой были заложены до революции К. И. Арсеньевым, П. П. Семёновым-Тян-Шанским, Д. И. Менделеевым и др. В новых условиях районирование, помимо пассивного сбора и анализа экономико-географических и статистических народнохозяйственных данных, стало инструментом, обеспечивающим комплексное развитие т. н. территориально-производственных комплексов (ТПК), охватывающих сразу несколько краёв, областей и даже союзных республик. ТПК определяется как «территориальная часть народного хозяйства страны, характеризующаяся определённым экономико-географическим положением, территориально-хозяйственным единством, своеобразием природных и экономических условий и исторически сложившейся производственной специализацией, основанной на территориальном общественном разделении труда».
В советское время определяющим фактором была общая специализация промышленности отдельных территорий и существование производственных связей между предприятиями внутри экономических районов. Понятие экономического района было одним из ключевых в советской районной школе экономической географии. Состав экономических районов СССР менялся в соответствии с задачами совершенствования управления и планирования народного хозяйства в целях ускорения темпов и повышения эффективности общественного производства.
В 1920-х годах в соответствии с сеткой экономического районирования Госплана был осуществлён план ГОЭЛРО, проведена реформа административно-территориального деления.

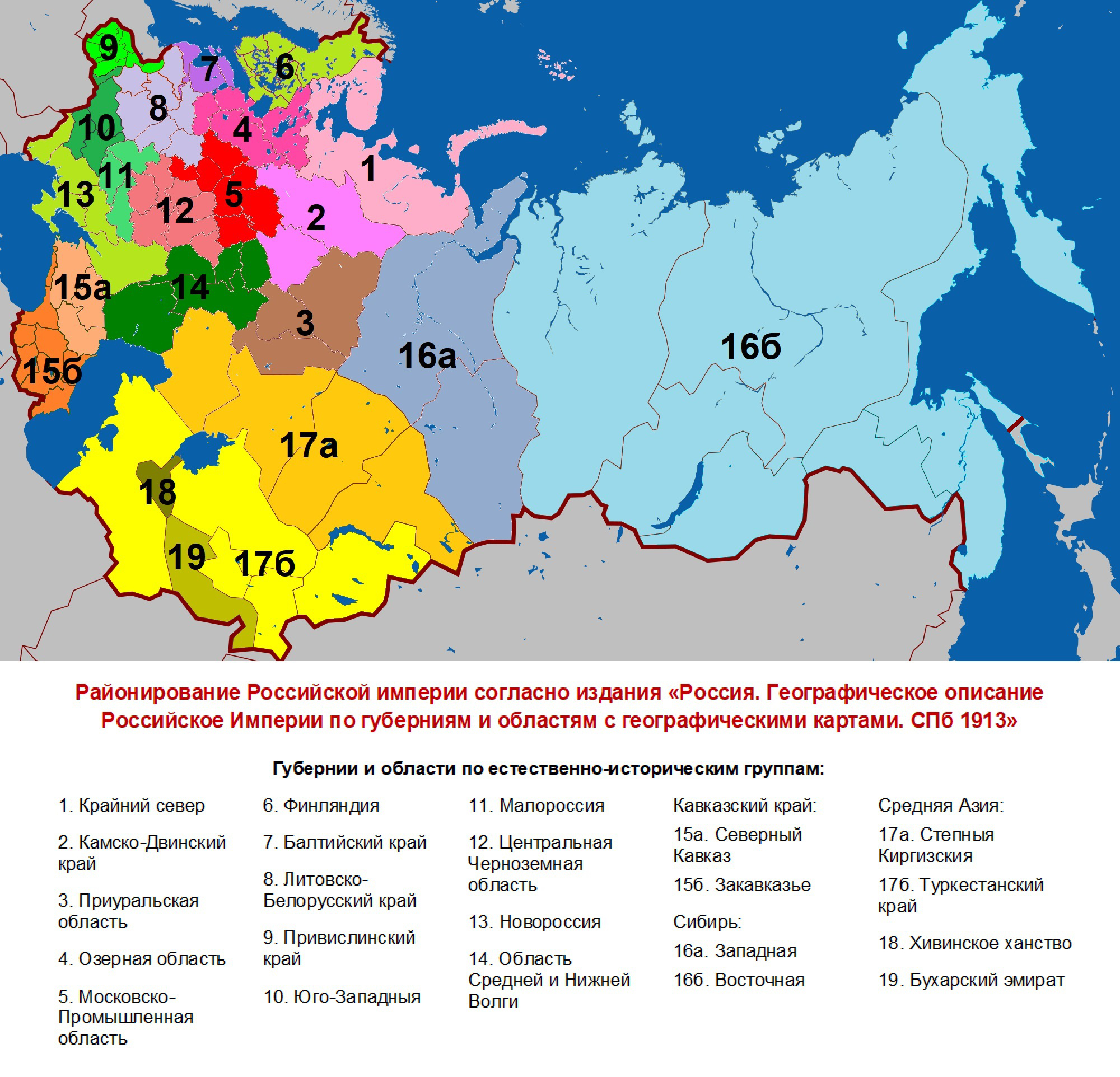

Планы 1-й пятилетки (1929—1932) были составлены по 24 районам, 2-й пятилетки (1933—1937) — по 32 районам и зоне Севера, 3-й пятилетки (1938—1942) — по 9 районам и 10 союзным республикам, одновременно области и края были сгруппированы в 13 основных экономических районов, по которым и производилось планирование развития народного хозяйства в территориальном разрезе.
В 1963 утверждена таксономическая сетка, уточнённая в 1966 году, включающая 18 крупных экономических районов (из них 10 в составе РСФСР) и Молдавскую ССР. В 1967 году Якутия была переведена из Восточной Сибири в Дальний Восток.

### Российская Федерация
До 2018 года органами статистики России использовалось деление территории Российской Федерации на 12 экономических районов. Общероссийский классификатор экономических регионов (ОКЭР) поддерживается Минэкономразвития России.
Эта сетка примерно соответствовала составу экономических районов СССР, входивших в РСФСР (таксономии 1967 года), за исключением позднейших изменений:
- в 1986 году из состава Северо-Западного района был выделен Северный экономический район (таким образом число регионов увеличилось до 11).
- в конце 1980-х годов Башкирская АССР была переведена из Поволжского района в Уральский район.
- Калининградская область в составе СССР входила в Прибалтийский экономический район, а в настоящее время она является отдельным экономическим районом и признана особой экономической зоной[10].

## Экономические районы

### Состав экономических районов
| Район                     | Субъекты РФ | Население, тыс. чел | Площадь, тыс. км² | Район на карте России |
| 1. Центральный            | 1. Брянская область 2. Владимирская область 3. Ивановская область 4. Калужская область 5. Костромская область 6. Московская область 7. Орловская область 8. Рязанская область 9. Смоленская область 10. Тверская область 11. Тульская область 12. Ярославская область 13. Москва                                                                                | 33 452 (2025)       | 482,3             |                       |
| 2. Центрально-Чернозёмный | 1. Белгородская область 2. Воронежская область 3. Донецкая Народная Республика 4. Курская область 5. Липецкая область 6. Луганская Народная Республика 7. Тамбовская область | 6847 (2025)         | 167,9             |                       |
| 3. Восточно-Сибирский     | 1. Республика Тыва 2. Республика Хакасия 3. Красноярский край 4. Иркутская область | 6024 (2025)         | 3371,8            |                       |
| 4. Дальневосточный        | 1. Республика Бурятия 2. Забайкальский край 3. Республика Саха (Якутия) 4. Камчатский край 5. Приморский край 6. Хабаровский край 7. Амурская область 8. Магаданская область 9. Сахалинская область 10. Еврейская автономная область 11. Чукотский автономный округ                                                                                             | 6122 (2025)         | 6952,6            |                       |
| 5. Северный               | 1. Республика Карелия 2. Республика Коми 3. Архангельская область 4. Вологодская область 5. Мурманская область 6. Ненецкий автономный округ | 3990 (2025)         | 1476,6            |                       |
| 6. Северо-Кавказский      | 1. Республика Адыгея 2. Республика Дагестан 3. Республика Ингушетия 4. Кабардино-Балкарская Республика 5. Карачаево-Черкесская Республика 6. Республика Крым 7. Республика Северная Осетия — Алания 8. Чеченская Республика 9. Краснодарский край 10. Ставропольский край 11. Запорожская область 12. Ростовская область 13. Херсонская область 14. Севастополь | 23 252 (2025)       | 381,6             |                       |
| 7. Северо-Западный        | 1. Ленинградская область 2. Новгородская область 3. Псковская область 4. Санкт-Петербург | 8854 (2025)         | 195,2             |                       |
| 8. Поволжский             | 1. Республика Калмыкия 2. Республика Татарстан 3. Астраханская область 4. Волгоградская область 5. Пензенская область 6. Самарская область 7. Саратовская область 8. Ульяновская область | 15 542 (2025)       | 539,8             |                       |
| 9. Уральский              | 1. Республика Башкортостан 2. Республика Удмуртия 3. Пермский край 4. Курганская область 5. Оренбургская область 6. Свердловская область 7. Челябинская область | 18 121 (2025)       | 823,3             |                       |
| 10. Волго-Вятский         | 1. Республика Марий Эл 2. Республика Мордовия 3. Чувашская Республика 4. Кировская область 5. Нижегородская область | 6745 (2025)         | 264,8             |                       |
| 11. Западно-Сибирский     | 1. Республика Алтай 2. Алтайский край 3. Кемеровская область 4. Новосибирская область 5. Омская область 6. Томская область 7. Тюменская область 8. Ханты-Мансийский автономный округ — Югра 9. Ямало-Ненецкий автономный округ | 14 400 (2025)       | 2454              |                       |
| 12. Калининградский       | 1. Калининградская область | 1033 (2025)         | 15,1              |                       |
| 1.                        | |                     |                   |                       |

## Макрорегионы

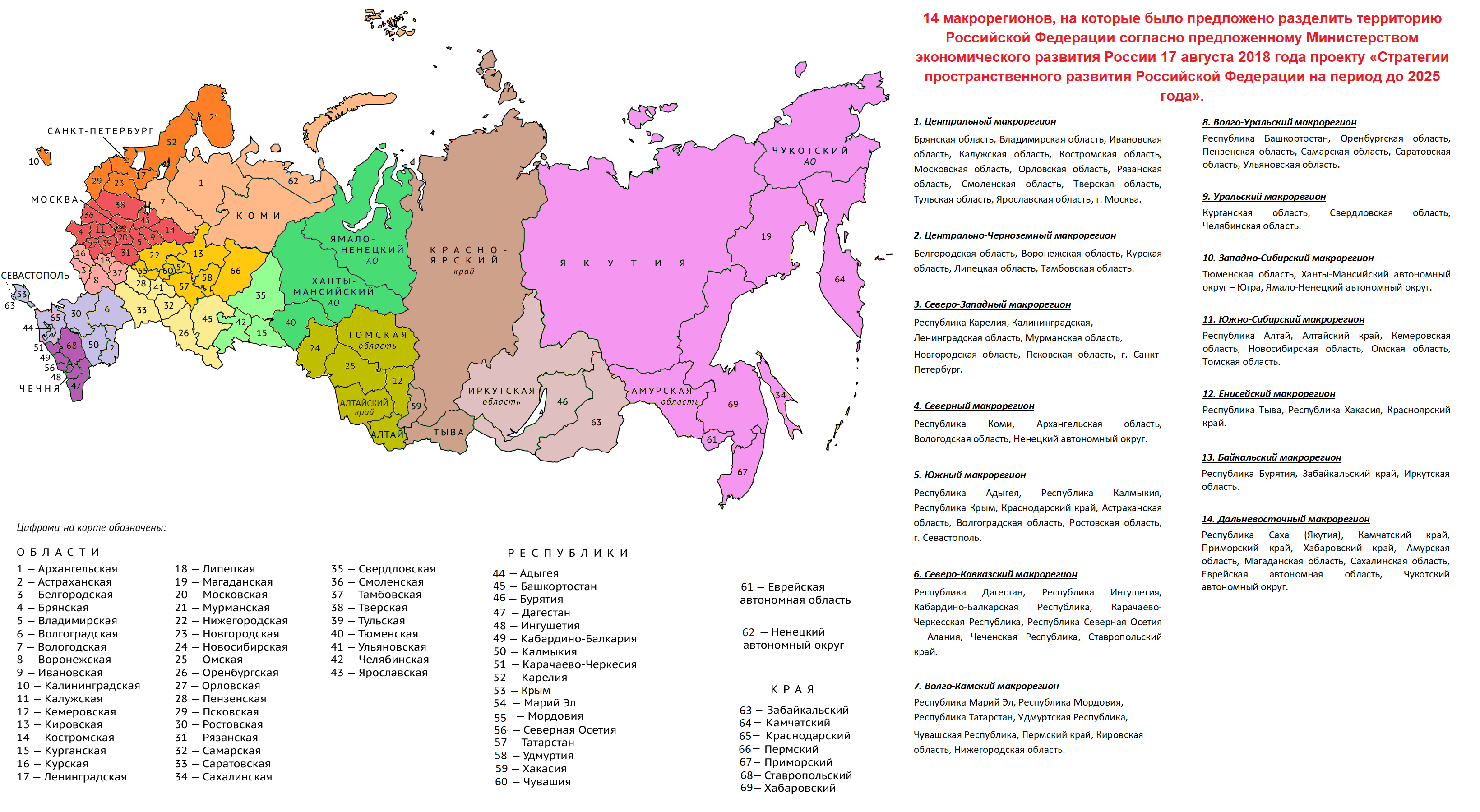

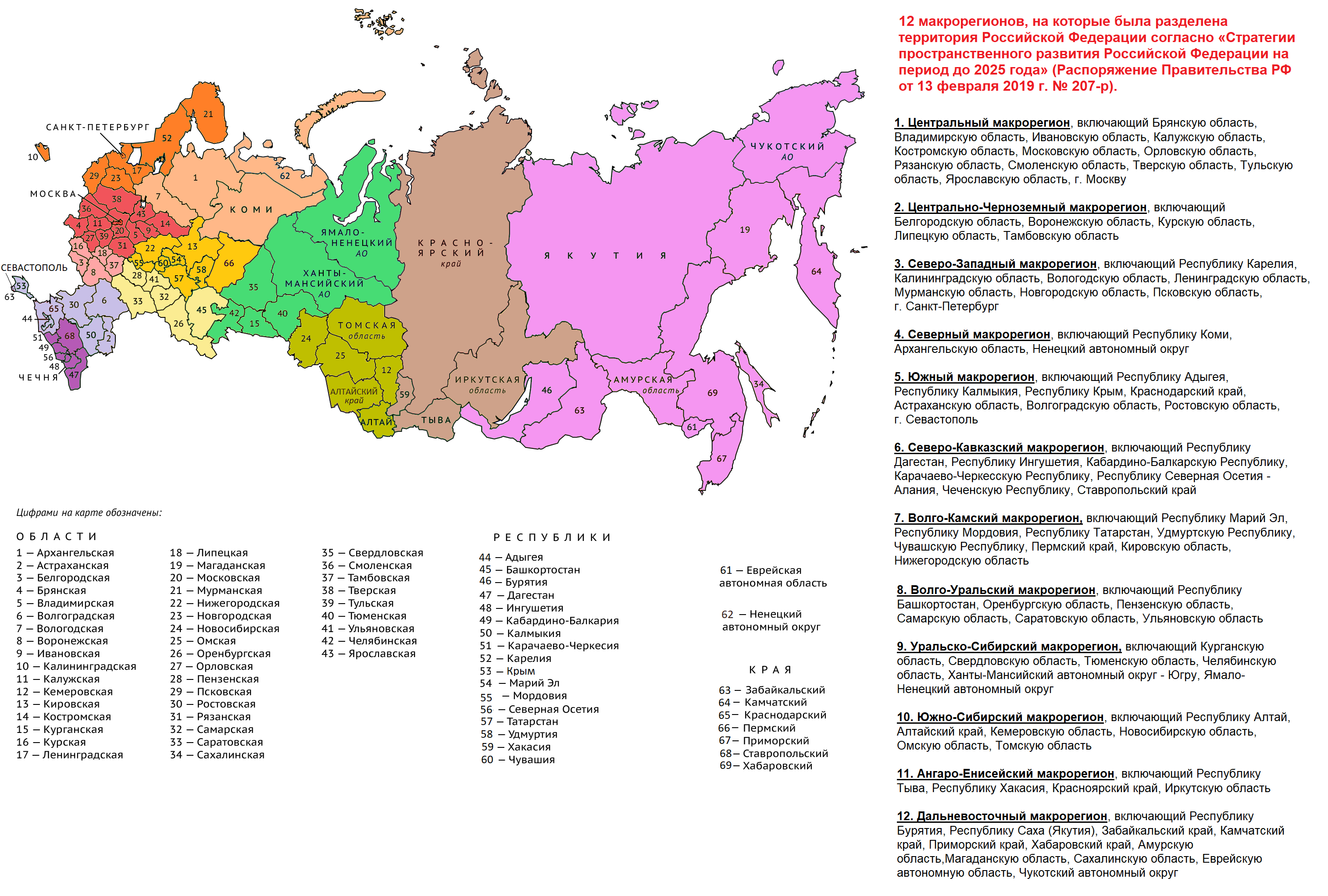

В 2018 году Министерство экономического развития России разработало стратегию пространственного развития России, в которой было предложено ввести деление на 14 макрорегионов. В феврале 2019 года стратегия была утверждена, введено деление на 12 макрорегионов.
1. Центральный макрорегион соответствует границам экономического района
2. Центрально-Чернозёмный макрорегион соответствует границам экономического района
3. Северо-Западный макрорегион соответствует границам СЗФО
4. Северный макрорегион
5. Южный макрорегион соответствует границам ЮФО
6. Северо-Кавказский макрорегион соответствует границам СКФО
7. Волго-Камский макрорегион
8. Волго-Уральский макрорегион
9. Уральско-Сибирский макрорегион соответствует границам УрФО
10. Южно-Сибирский макрорегион
11. Ангаро-Енисейский макрорегион соответствует границам Восточно-Сибирского экономического района
12. Дальневосточный макрорегион соответствует границам Дальневосточному экономического района и ДВФО

### Состав экономических макрорегионов
| Макрорегион                                                           | Субъекты РФ | Население, тыс. чел | Площадь, тыс. км² | Макрорегион на карте России |
| 1. Центральный                                                        | 1. Брянская область 2. Владимирская область 3. Ивановская область 4. Калужская область 5. Костромская область 6. Московская область 7. Орловская область 8. Рязанская область 9. Смоленская область 10. Тверская область 11. Тульская область 12. Ярославская область 13. Москва | 33 452 (2025)       | 482,3             |                             |
| 2. Центрально-Чернозёмный                                             | 1. Белгородская область 2. Воронежская область 3. Курская область 4. Липецкая область 5. Тамбовская область | 6847 (2025)         | 167,9             |                             |
| 3. Северо-Западный                                                    | 1. Республика Карелия 2. Калининградская область 3. Вологодская область 4. Ленинградская область 5. Мурманская область 6. Новгородская область 7. Псковская область 8. Санкт-Петербург                                                                                           | 12 172 (2025)       | 680,3             |                             |
| 4. Северный                                                           | 1. Республика Коми 2. Архангельская область 3. Ненецкий автономный округ | 1704 (2025)         | 1006,7            |                             |
| 5. Южный                                                              | 1. Республика Адыгея 2. Республика Калмыкия 3. Республика Крым 4. Краснодарский край 5. Астраханская область 6. Волгоградская область 7. Ростовская область 8. Севастополь | 16 589 (2025)       | 447,8             |                             |
| 6. Северо-Кавказский                                                  | 1. Республика Дагестан 2. Республика Ингушетия 3. Кабардино-Балкарская Республика 4. Карачаево-Черкесская Республика 5. Республика Северная Осетия — Алания 6. Чеченская Республика 7. Ставропольский край                                                                       | 10 311 (2025)       | 170,5             |                             |
| 7. Волго-Камский                                                      | 1. Республика Марий Эл 2. Республика Мордовия 3. Республика Татарстан 4. Республика Удмуртия 5. Чувашская Республика 6. Пермский край 7. Кировская область 8. Нижегородская область                                                                                              | 14 675 (2025)       | 535               |                             |
| 8. Волго-Уральский                                                    | 1. Республика Башкортостан 2. Оренбургская область 3. Пензенская область 4. Самарская область 5. Саратовская область 6. Ульяновская область | 13 733 (2025)       | 502               |                             |
| 9. Уральско-Сибирский                                                 | 1. Курганская область 2. Свердловская область 3. Тюменская область 4. Челябинская область 5. Ханты-Мансийский автономный округ — Югра 6. Ямало-Ненецкий автономный округ | 12 283 (2025)       | 1818,5            |                             |
| 10. Южно-Сибирский                                                    | 1. Республика Алтай 2. Алтайский край 3. Кемеровская область 4. Новосибирская область 5. Омская область 6. Томская область | 10 469 (2025)       | 990               |                             |
| 11. Ангаро-Енисейский (бывший Восточно-Сибирский экономический район) | 1. Республика Тыва 2. Республика Хакасия 3. Красноярский край 4. Иркутская область | 6024 (2025)         | 3371,8            |                             |
| 12. Дальневосточный                                                   | 1. Республика Бурятия 2. Республика Саха (Якутия) 3. Забайкальский край 4. Камчатский край 5. Приморский край 6. Хабаровский край 7. Амурская область 8. Магаданская область 9. Сахалинская область 10. Еврейская автономная область 11. Чукотский автономный округ              | 6122 (2025)         | 6169,3            |                             |
| 1.                                                                    | |                     |                   |                             |